# Nkilongo
Nkilongo là một inkhundla của Eswatini, nằm ở vùng Lubombo. Vào năm 2007, dân số của nó là 15.907 người.